# Skincare (película)
Skincare es una película de suspenso estadounidense de 2024 dirigida por Austin Peters en su debut como director de largometrajes, a partir de un guion de Peters, Sam Freilich y Deering Regan. Protagonizada por Elizabeth Banks, Lewis Pullman, Michaela Jaé Rodríguez, Luis Gerardo Méndez y Nathan Fillion, la película sigue a Hope Goldman (Banks), una famosa esteticista de Los Ángeles que sospecha que Ángel Vergara (Méndez), una esteticista rival que abre una boutique justo enfrente de la suya, la acosa y acecha. Con la ayuda del entrenador de vida Jordan Weaver (Pullman), los dos se embarcan en una búsqueda para descubrir la identidad del chantajista, salvar su negocio y limpiar su nombre.
Skincare se estrenó en cines en Estados Unidos el 16 de agosto de 2024.

## Trama
En 2013, Hope Goldman es una famosa esteticista que dirige un exitoso estudio de cuidado de la piel en Los Ángeles con su asistente y agente de relaciones públicas Marine. Después de grabar un segmento en The Brett & Kylie Show para promocionar el próximo lanzamiento de su línea de cuidado de la piel, Hope se entera de que otra clínica de cuidado de la piel abrirá justo enfrente de la suya. Su dueño, Ángel Vergara, le pide que no estacione en su lugar habitual, ahora para sus clientes, irritándola aún más. Hope regresa a su estudio para trabajar con su clienta habitual, Colleen, quien le presenta a Hope a su joven amiga, Jordan Weaver, una autoproclamada coach de vida.
Por la noche, Hope recibe un mensaje de texto con un vídeo de ella en su estudio, seguido de una siniestra llamada telefónica. Al día siguiente, Colleen le cuenta a Hope que alguien envió un correo electrónico desde su dirección a todos sus contactos alegando que tenía problemas emocionales, deudas y frustración sexual, lo que llevó a varios clientes a cancelar sus citas. Hope también se entera de que su segmento en The Brett & Kylie Show ha sido reemplazado por una entrevista con Angel. Hope se reúne con Brett, quien culpa a los productores por transmitir la entrevista de Angel. Brett lleva a Hope a su casa e intenta tener relaciones sexuales con ella, a lo que ella se niega porque él está casado. Brett luego propone reincorporar su segmento al programa a cambio de una felación. Hope revela que ha grabado su conversación, aunque jura que la ha borrado.
Cuando Hope descubre que le han pinchado los neumáticos, llama a la policía y lleva su coche a un taller, donde el propietario, Armen, le dice que los neumáticos pinchados podrían ser una advertencia. Hope le muestra algunos de los mensajes de texto explícitos que recibió y él la anima a adquirir un arma. Más tarde va a comprar armas, pero finalmente compra una lata de spray pimienta . Al día siguiente, mientras Hope le realiza un tratamiento facial, un hombre llega al salón y le dice que está allí para tener sexo con ella. Jordania lo saca a la fuerza de la propiedad. Hope descubre que alguien ha publicado anuncios personales en línea invitando a personas a tener sexo en su lugar de trabajo. Debido a la reputación empañada de Hope, ella pierde a sus principales clientes ante Angel. Hope se convence de que Angel la ha estado saboteando y trata de conseguir la ayuda de la policía y de su propietario, pero ambos se muestran incrédulos.
Se revela que el hombre que acudió al salón de Hope para tener sexo es un actor empleado por Jordan. A medida que Hope y Jordan se acercan, ella le dice que Angel sigue siendo un problema y Jordan promete solucionarlo. Él va al salón de Angel, pero en lugar de confrontarlo, le propone ofrecer sus servicios de coaching de vida a los clientes de Angel, lo que Angel rechaza. Jordan llama a Hope y miente sobre haber solucionado el problema. Un hombre irrumpe en la casa de Hope, pero ella le rocía gas pimienta y él huye. Hope llama frenéticamente a Jordan para contarle sobre el robo (que atribuye a Angel), le ordena que se mantenga al margen y comparte los detalles con Armen, quien promete ayudar. Mientras tanto, un detective le muestra a Hope imágenes de vigilancia que muestran a Jordan pinchándole los neumáticos. Hope ahora se da cuenta de que Jordan es quien la está saboteando. Armen va a la casa de Ángel y lo deja inconsciente, pero al intentar conducir estando herido, Armen es atropellado por un camión y muere.
Hope llama a Jordan y le exige que vaya a su oficina de inmediato. Poco después, Jordan llama a la policía y proporciona una información anónima de que Hope fue responsable de atacar a Angel. Luego, Hope va al apartamento de Jordan y lo confronta, lo que conduce a una pelea física que termina con Hope golpeando la cara de Jordan con un bate de béisbol. Esa noche, Hope termina de maquillarse cuando la policía llega a su casa y la arresta. Jordania también es arrestada. Se demuestra que Angel se ha recuperado. El hombre que irrumpió en la casa de Hope le asegura a Brett que ella borró la grabación de su conversación de su teléfono. El segmento de Hope finalmente se transmite en The Brett & Kylie Show, aunque ahora la llaman "la facialista asesina".

## Elenco
- Elizabeth Banks como Hope Goldman
- Lewis Pullman como Jordan
- Luis Gerardo Méndez como Angel Vergara
- Michaela Jaé Rodriguez como Marine
- Nathan Fillion como Brett Wright
- Erik Palladino como Armen
- John Billingsley como Jeff
- Jason Manuel Olazabal como Emerson
- Ella Balinska como Jessica
- Julie Chang como Kylie Curson
- Medalion Rahimi como Margaret
- Wendie Malick como Colleen

## Producción
La película se inspiró vagamente en el caso de Dawn DaLuise, quien fue arrestada y luego absuelta por un complot de asesinato a sueldo contra una gurú de belleza rival. El rodaje finalizó antes de la huelga del Gremio de Guionistas de Estados Unidos de 2023 . Los miembros del reparto se anunciarán en junio de 2023. IFC Films adquirió los derechos de distribución de la película en junio de 2024. 

## Lanzamiento
La película se estrenó en Estados Unidos el 16 de agosto de 2024. 

## Recepción

### Taquillas
En Estados Unidos y Canadá, la película recaudó 323.856 dólares en 760 salas en su primer fin de semana.

### Respuesta crítica
En el sitio web de reseñas Rotten Tomatoes, el 67% de las 78 críticas de los críticos son positivas, con una calificación promedio de 6/10. El consenso del sitio web dice: "El guión de Skincare podría mejorarse un poco, pero la excelente interpretación de Elizabeth Banks le da a este thriller su propio tipo de resplandor". Metacritic, que utiliza un promedio ponderado, le asignó a la película una puntuación de 62 sobre 100, basada en 19 críticos, lo que indica críticas "generalmente favorables".
En su reseña positiva, Keith Garlington de Keith & the Movies la llamó "un híbrido elegante y astuto de thriller policial y comedia negra" y que "la película funciona gracias a una Elizabeth Banks comprometida y perfectamente afinada cuya actuación texturizada es el pegamento que lo mantiene todo unido". 